# Камертон
Камертон је у музици основни тон по коме се штимују музички инструменти. Према ИСО 16 стандарду фреквенција овог тона износи 440Hz. Раније је ова фреквенција била само амерички стандард, док је на интернационалном нивоу важио и штим према фреквенцији 435Hz. На основу овог тона се формирају фреквенције осталих музичких тонова.